# Läckberg & Rudberg
Läckberg & Rudberg är ett TV-program som sändes under vintern 2007/2008 i kanalen TV4 Plus. Författarna Camilla Läckberg och Denise Rudberg är programledare och träffar varje vecka en välkänd författare och pratar om vilka böcker de helst vill läsa för tillfället. Bland genrerna som dyker upp återfinner man chick lit, romaner och deckare.

## Avsnitt
| Nr | Medverkande                                                                         | Första sändningsdatum |
| -- | ----------------------------------------------------------------------------------- | --------------------- |
| 1  | Emma Hamberg                                                                        | 29 november 2007      |
| 2  | Lina Forss, Alex Schulman                                                           | 6 december 2007       |
| 3  | Unni Drougge, Carolina Gynning, m.fl.                                               | 13 december 2007      |
| 4  | Mats Strandberg, Daniel Möllberg, Anna Jansson, Eva Röse, Fares Fares               | 20 december 2007      |
| 5  | Bingo Rimér, Kajsa Ingemarsson                                                      | 27 december 2007      |
| 6  | Sigge Eklund                                                                        | 3 januari 2008        |
| 7  | Lotta Lewenhaupt, Cia Jansson, Ebba von Sydow, Katerina Janouch och Emilia de Poret | 10 januari 2008       |
| 8  | Mari Jungstedt, Ulrika Nilsson                                                      | 17 januari 2008       |
| 9  | Mian Lodalen, Hannah Widell                                                         | 24 januari 2008       |
| 10 | Agneta Sjödin, Daniel Breitholtz                                                    | 31 januari 2008       |